# Wallis WA-116
Die Wallis WA-116 ist ein Tragschrauber des britischen Herstellers Wallis. Sämtliche Exemplare wurden jeweils für Spezialzwecke gebaut und konnten bis 1981 nicht im freien Handel erworben werden.

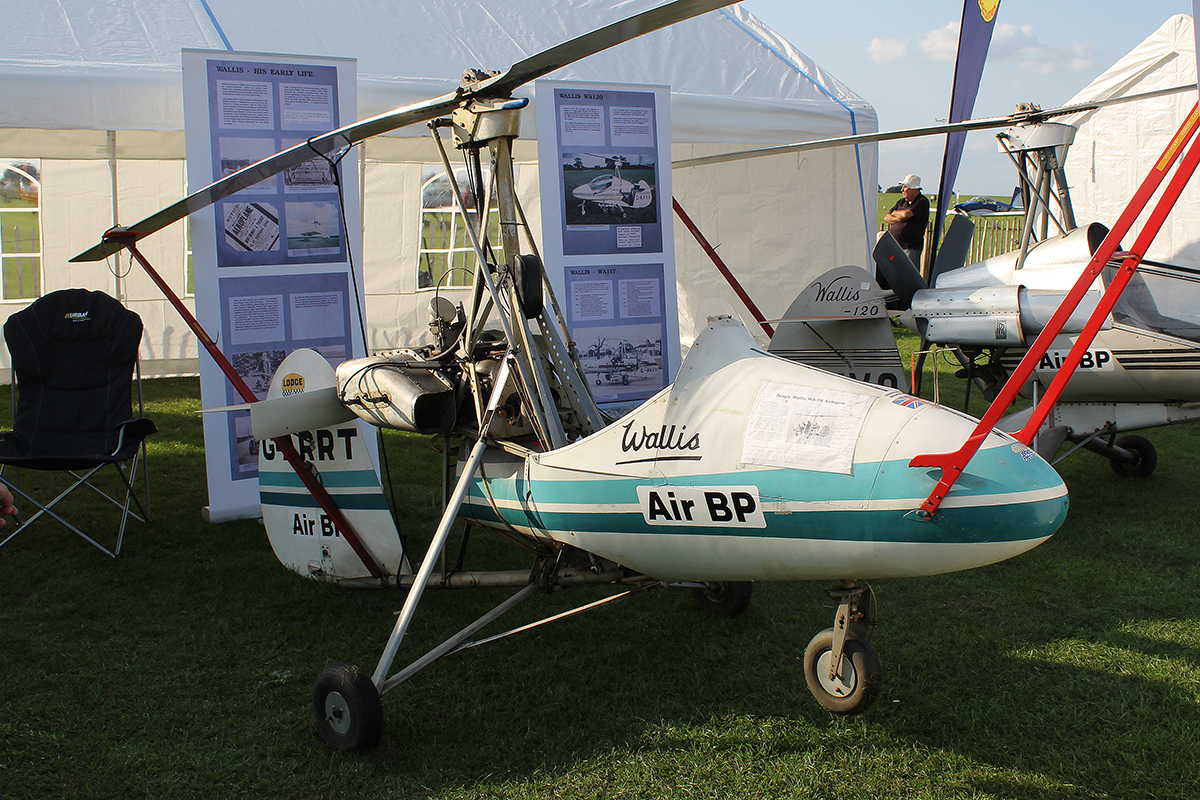
Prototyp (G-ARRT)

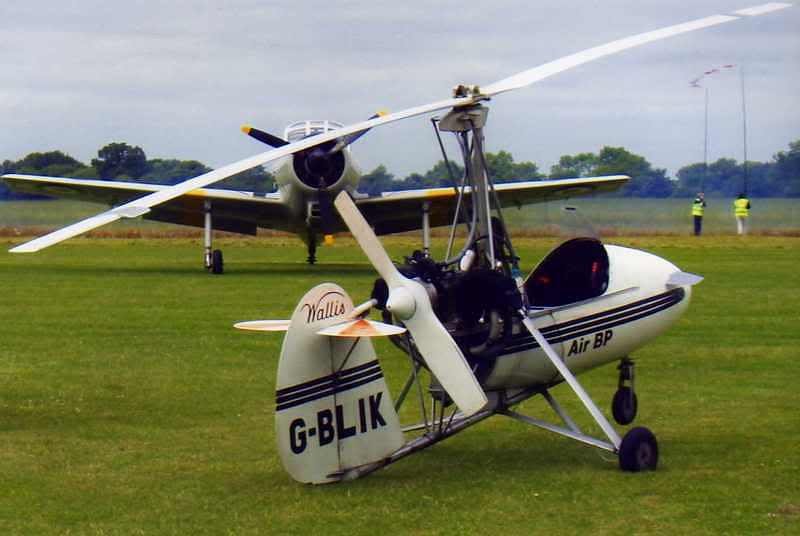
WA-116/F (G-BLIK)

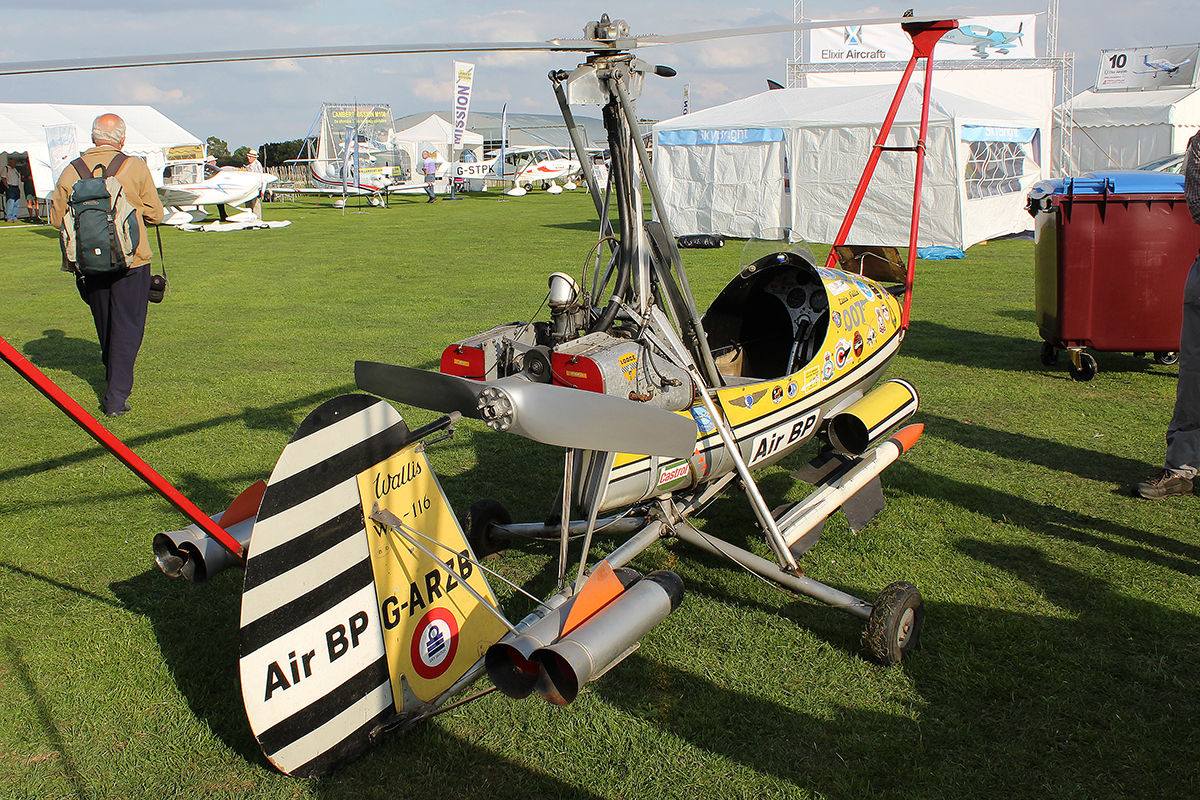
WA-116 Little Nellie (G-ARZB)

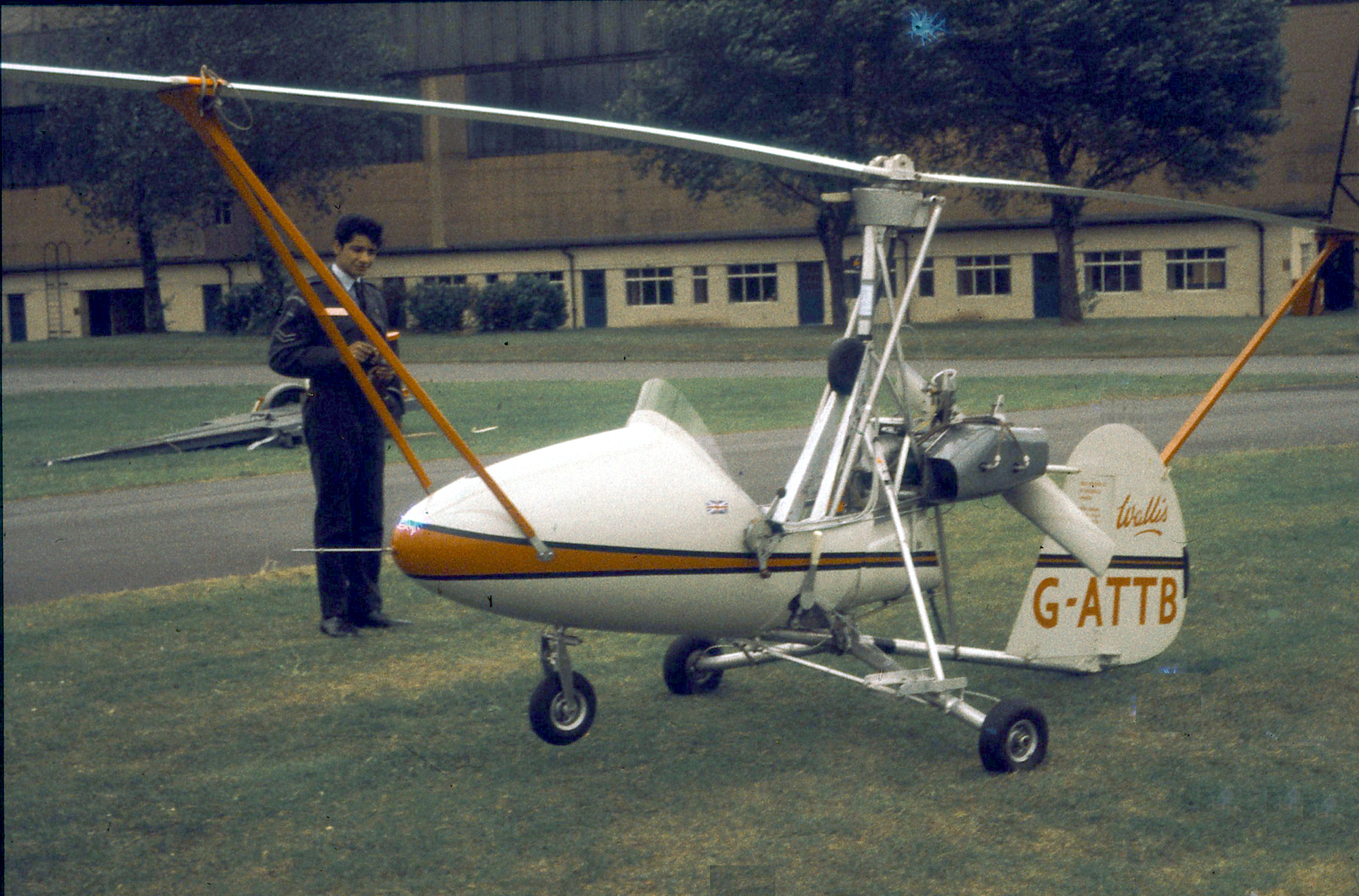
WA-116/F (G-ATTB)

## Geschichte

### Vorgeschichte
Während eines Aufenthalts bei der US Air Force in den USA erwarb der Royal Air Force Wing Commander Ken Wallis Pläne für einen Bensen B-7 und begann nach der Rückkehr nach England mit dem Bau des Tragschraubers. Hierbei ersann er auch Möglichkeiten der Verbesserung des Fluggeräts, das damals bekannt war für sein schwieriges Bauverfahren. Wallis erhielt 1959 vom Air Registration Board die Erlaubnis zur Entwicklung des ersten Nachkriegstragschraubers im Vereinigten Königreich. Dies führte zu einer Reihe von innovativen Baumustern und Patentanmeldungen, wodurch Wallis sowohl amerikanische als auch europäische Konstrukteure beeinflussen konnte.
Wallis baute eine verbesserte Version des Bensen-Tragschraubers, die statt der Überkopfsteuerung eine konventionelle Steuersäule, einen verbesserten Rotorkopf, mehr Bordinstrumente und Treibstofftanks auf beiden Seiten des „Kiels“ erhielt. Dieses Fluggerät führte Wallis bei vielen Gelegenheiten öffentlich vor, so zum Beispiel auch bei den Battle of Britain Days 1959.

### Entwicklung
Mit seiner ersten eigenen Konstruktion verließ Wallis die Bensenvorgaben vollständig, wobei er bereits von Beginn an eine potentielle militärische Verwendung in Betracht zog. Wichtig war ihm, zur Verkürzung der Startstrecke, die Ergänzung einer Vorrichtung zum Andrehen des Rotors im Stand, was bei der Bensenkonstruktion fehlte. Er entwickelte dafür eine Methode, die von der früher von Cierva hierfür eingesetzten Lösung einer von der Rückseite des Motors zum Rotorkopf führenden ankuppelbaren Welle, die im Stand die gesamte Motorleistung nutzen konnte (s. z. B. Cierva C.19 Mk. IV), abwich. Wallis setzte stattdessen eine flexible Welle zusammen mit Antriebsriemen ein, die von einem zweckentfremdeten Jumo-Motoranlasser angetrieben werden sollte.
Für den Rotorkopf entwarf er eine einfache gekröpfte Kardanaufhängung, die wesentlich zu einem stabilen Flugverhalten beitrug und seitdem vielfach bei anderen Tragschraubern kopiert wurde. Die 1960 durchgeführte Testphase weckte das Interesse von Frederick Miles und damit der im Oktober 1960 gegründeten Beagle Aircraft Ltd. Beagle übernahm das 50.000 engl. Pfund kostende Gutachten zur Prüfung der Konstruktionspläne, die Festigkeitsprüfung und die Flugerprobung. Das Unternehmen stimmte zu, den Tragschrauber in Serie zu bauen und das vorhandene Exemplar als Prototyp zu nutzen und auch den aufwendigen Zertifizierungsprozess für eine erhoffte zukünftige militärische Verwendung zu übernehmen.

### Prototyp
Der daraufhin von Wallis entwickelte Tragschrauberprototyp (Luftfahrzeugkennzeichen G-ARRT) wurde nach der A.115, die ebenfalls im August 1961 ihren Erstflug hatte, in die Sequenz der einmotorigen Beagle-Luftfahrzeuge als Beagle-Wallis 116 eingereiht. Als Antrieb verwendete Wallis einen für Privatflugzeuge nicht zertifizierten Vierzylinder-Boxermotor McCulloch Model 4318A mit 72 PS, der sonst für den Antrieb von Zieldarstellungsdrohnen eingesetzt wurde.

### WA-116
Beagle baute insgesamt vier Vorserienexemplare (G-ARZA, G-ARZB, G-ARZC, G-G-ASDY) mit einem, wegen des Antriebs, eingeschränkten Lufttüchtigkeitszeugnis unter der Bezeichnung WA-116 (Erstflug am 10. Mai 1962), von denen drei im Winter 1962/63 von den britischen Streitkräften getestet wurden. Diese entschieden sich danach, nicht zuletzt wegen der gegen Witterung ungeschützten Position des Piloten, jedoch gegen dieses Baumuster und beschafften stattdessen die Bell 47. Obwohl dies der einzige (eingeschränkt) zertifizierte Tragschrauber in England war, lehnte Beagle eine Vermarktung an Privatpersonen ab, da für diese Kunden der Betrieb als zu gefährlich erschien und Unfälle zu einer schlechten Presse für das Unternehmen führen würden.
Im Jahr 1964 trennte sich Wallis von Beagle und gründete im Herbst 1964 zusammen mit (seinen Brüdern?) G. V. Wallis und P. M. Wallis ein eigenes Unternehmen Wallis Autogyros Ltd. mit Sitz in Cambridge. 1969 wurde der Sitz nach Reymerston Hall in Norfolk verlegt. Wallis baute ab 1964 weitere fünf Maschinen der WA-116.
Das letzte Exemplar der WA-116-Produktion wurde wieder zerlegt und zum Bau des Doppelsitzers WA-116-T (G-AXAS) verwendet. Diese Version hatte ihren Erstflug am 3. April 1969. Mit einem 90 PS leistenden McCulloch-Motor stellte sie einige Geschwindigkeitsrekorde auf.
Die vierte Vorserienmaschine der bei Beagle produzierten Serie (G-ASDY) erhielt 1971 einen 60 PS leistenden Franklin 2A-120 und wurde anschließend in WA-116/F umbenannt, wobei „F“ für den Motorhersteller Franklin stand. 1978 erhielt die Maschine einen stärkeren Motor 2A-120-B. Stärkere Veränderungen wurden bei der in Ceylon registrierten 4R-ACK eingeführt, die nach Installation eines größeren Tanks und eines besseren Pilotensitzes, ebenfalls als WA-116/F wieder das ursprüngliche britische Kennzeichen G-ATHM erhielt. Diese Maschine stellte zahlreiche Streckenrekorde auf. Darunter auch einen fast 6½ Stunden dauernden Überlandflug über 874 km.
Die WA-116-A war 1965 als vereinfachte Version als Selbstbauflugzeug vorgesehen, aber nicht realisiert.
Die Vinten-Wallis WA-116/W entstand, nachdem Wallis eine Vereinbarung mit der W. Vinten Ltd. über die Nutzung des Tragschrauberkonzepts für verschiedene zivile und militärische Anwendungen getroffen hatte. Dazu gehörten Luftbeobachtung und Fotografie, Anwendungen in der Landwirtschaft als Sprühflugzeug, Verkehrsüberwachung, die Inspektion von Stromleitungen und die Überwachung von Ländergrenzen.

### WA-117
Als voll zertifizierte Serienversion sollte die WA-117 dienen, die einen 100 PS leistenden Rolls-Royce/Continental O-200 erhielt. Der Bau des ersten Exemplars (G-ACTV) begann 1964 und die Flugerprobung erfolgte ab März 1965. Die zweite Maschine flog im Mai 1967, der ein drittes Exemplar folgte. Die WA-117 erhielt erstmals eine Teilverkleidung des Rumpfs, wobei das Cockpit weiterhin nicht überdacht war. 1970/71 wurde erstmals ein HSD (Hawker Siddeley Dynamics) Linescan 212 Infrarotsensor in einem Wallis-Tragschrauber installiert. Nach 1972 wurden keine weiteren Exemplare gebaut.

### Weitere Varianten
Die Konstruktion der Version WA-118 Meteorite begann im April 1965; der Erstflug fand im Mai 1966 statt. Mit der Maschine sollten in einem Langzeittestprogramm Forschungen im Hochgeschwindigkeitsbereich und in großen Höhen durchgeführt werden. Der eingesetzte italienische Meteor-Alfa-Motor, der 120 PS leistete, war zuvor von Wallis für den Betrieb in einem Tragschrauber überarbeitet worden. Das zweite (und letzte?) gebaute Exemplar hatte das Kennzeichen G-AVJW.

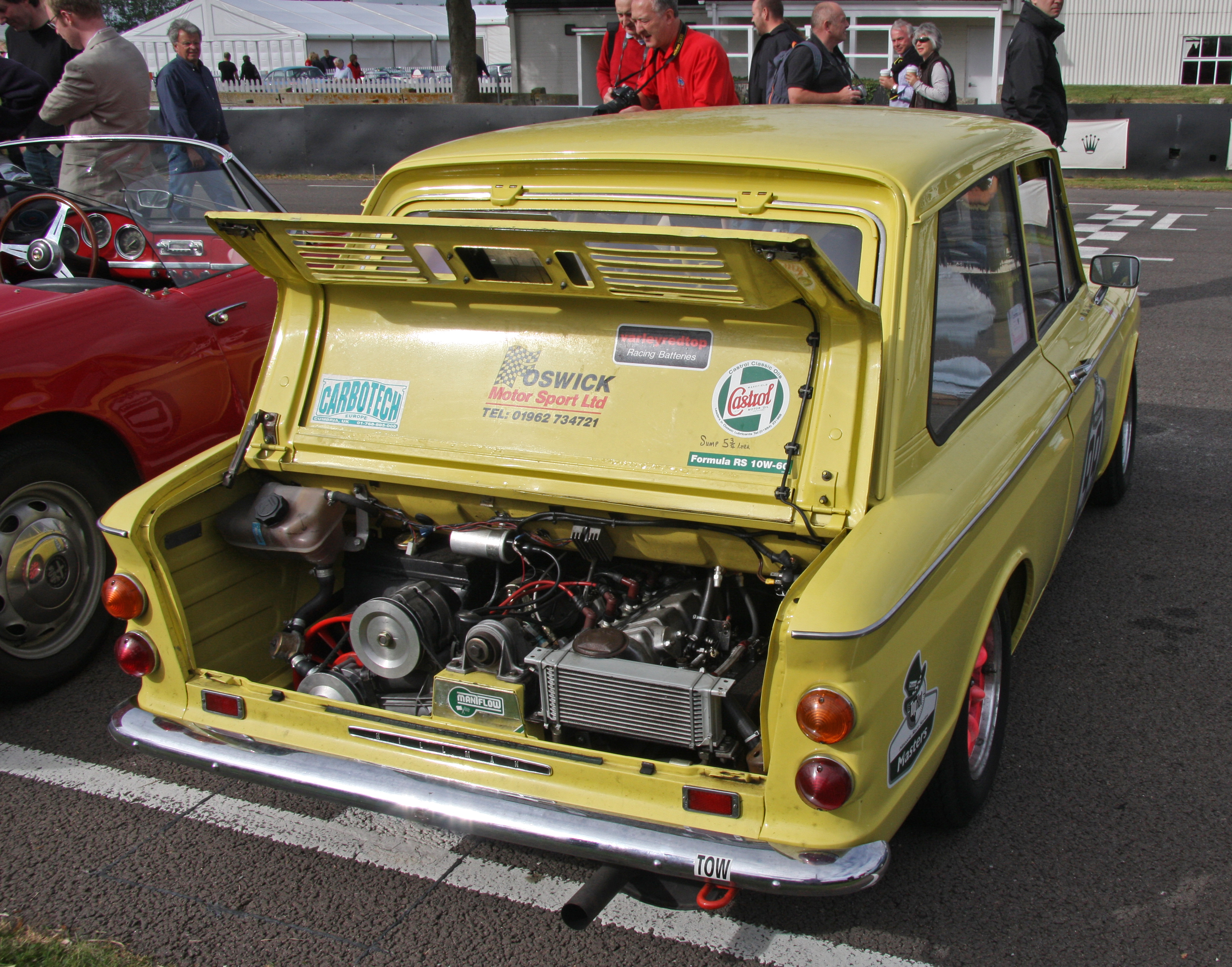
Der Hillman-Imp-Motor, der auch bei der WA-119 eingesetzt wurde.

Die WA-119 IMP wurde mit einem stark modifizierten wassergekühlten Automotor eines Hillman Imp ausgerüstet.
Eine kommerzielle Verwendung dieser Variante war nicht vorgesehen.
Der Bau der WA-120/R-R begann Anfang 1970 unter der vorläufigen Bezeichnung WA-117-S. Hier wird ein 130 PS leistendes Triebwerk Rolls-Royce/Continental O-240-A eingesetzt. Der Erstflug der G-AYVO fand am 13. Juni 1971 statt, wobei der O-240 für den Druckpropellerbetrieb speziell zertifiziert werden musste. Rumpf und Cockpit sind hier erstmals vollständig verkleidet. Die WA-120/R-R war einige Jahre im Science Museum in London ausgestellt und trug dort vier Vinten-70-mm-Aufklärungskameras.
WA-121 ist die kleinste und leichteste Variante aller Wallis-Tragschrauber. Hier war auch eine Version mit einem Sternmotor vorgesehen. 1978 waren drei Versionen in der Entwicklung: WA-121/Mc als Hochgeschwindigkeitsversion mit einem Wallis-McCulloch-Triebwerk, das 100 PS leistet; WA-121/F, die mit einem 60-PS-Franklin 2A-120-B-Motor, die für den Überlandflug (Cross-Country) vorgesehen war; die Höhenversion WA-121/M Meteorite 2, die ein aufgeladener Sternmotor Meteor Alfa 1 antreiben sollte. Der Prototyp WA-121/Mc (G-BAHH) flog erstmals am 28. Dezember 1972.
Die WA-122/R-R entstand, da sich die eigentlich für Schulungszwecke vorgesehene WA-116-T sich für diese Aufgabe wegen des nicht zertifizierten und zudem sehr lauten McCulloch-Motors als ungeeignet erwiesen hatte. Deshalb baute Wallis einen etwas größeren zweisitzigen Tragschrauber, dessen Flugerprobung am 16. Juli 1980 begann. Als Antrieb der G-BGGW wurde ein 160 PS leistender Rolls-Royce/Continental-O-240 eingesetzt. Die Tandemauslegung der WA-116-T mit Doppelsteuerung wurde beibehalten. Zwischen den beiden Sitzen war der Abstand jedoch größer. Diese Maschine hatte im April 1990 einen Landeunfall.
Ob neben der in der Wehrtechnischen Studiensammlung Koblenz ausgestellten G-55-2 (Temporäres Testkennzeichen), die 1981 bei der W. Vinten Ltd. Military Division in Suffolk als Vinten V-122/R-R Venom Mk II hergestellt worden ist, noch weitere gebaut wurden, ist nicht bekannt.

## Technische Daten
| Kenngröße            | WA-116/F                        | WA-116-T G-AXAS         | WA-117/R-R                                     |
| -------------------- | ------------------------------- | ----------------------- | ---------------------------------------------- |
| Besatzung            | 1                               | 2                       | 1                                              |
| Rumpflänge           | 3,38 m                          |                         |                                                |
| Höhe bis Rotorkopf   | 1,85 m                          |                         |                                                |
| Rotordurchmesser     | 6,20 m                          |                         |                                                |
| Leermasse            | 143 kg                          | 143 kg                  |                                                |
| max. Startmasse      | 317,5 kg                        | 317,5 kg                | 317,5 kg                                       |
| Reisegeschwindigkeit | 161 km/h                        | 161 km/h                | 145 km/h                                       |
| max. Steigrate       | 305 m/min                       | 305 m/min               | 305 m/min                                      |
| Triebwerke           | 1 × Franklin 2A-120-A mit 60 PS | 1 × McCulloch mit 90 PS | 1 × Rolls-Royce Continental O-200-B mit 100 PS |